# Langenaltheim
Langenaltheim est une commune de Moyenne-Franconie en Allemagne.
Plusieurs exemplaires de fossile d'Archéoptéryx ont été découverts près de cette commune.